# Joo Hyun-mi
Đây là một tên người Triều Tiên, họ là Joo.
Joo Hyun-mi (tiếng Hàn: 주현미, sinh ngày 27 tháng 9 năm 1961), hay còn có tên khác là Chu Huyễn Mĩ, là một trong những ca sĩ nhạc trot thành công nhất của Hàn Quốc. Bà ra mắt vào năm 1984, nhưng bước ngoặt lớn của bà đến vào năm 1985 khi cô phát hành bài hát "Rainy Yeongdong Bridge". Bà đã phát hành hơn 40 album trong sự nghiệp của mình.

## Tiểu sử
Joo Hyun Mi sinh năm 1961, có bố mẹ là người gốc Hoa đến từ Sơn Đông ở Gwangju, Hàn Quốc. Bà theo học Trường Tiểu học Hoa kiều Seoul và học ngành dược tại Đại học Chung-Ang. Khi còn học đại học, cô đã nhận được một giải thưởng khi tham gia MBC Liên hoan bài hát ven sông. Sau khi tốt nghiệp, cô làm dược sĩ.

## Sự nghiệp
Joo Hyun Mi ra mắt vào năm 1984 với album trot hỗn hợp Couple's Party. Album đã tạo dựng danh tiếng của cô như một ca sĩ và bán được 1 triệu bản. Năm sau, năm 1985, cô phát hành đĩa đơn, "The Rainy Yeongdonggyo Bridge", trở thành một trong những bài hát nổi tiếng nhất của cô.
Album thứ hai của cô, Joo Hyun Mi 2, đã giành giải thưởng lớn (Daesang) vào năm 1988 Golden Disc Awards.

## Cuộc sống cá nhân
Joo Hyun Mi đã kết hôn với ca sĩ và nhạc sĩ guitar Im Dongsin (tiếng Hàn: 임동신), người đã biểu diễn trong album Cho Yong Pil Cho Yong Pil and the Great Birth. Họ đã có hai con.

## Giải thưởng

### Golden Disc Awards
| Năm  | Thể loại                    | Đề cử cho               | Kết quả   |
| ---- | --------------------------- | ----------------------- | --------- |
| 1986 | Giải thưởng chính (Bonsang) | "Crying and Regretting" | Đoạt giải |
| 1987 | Giải thưởng chính (Bonsang) | "Blues of Tears"        | Đoạt giải |
| 1988 | Giải thưởng chính (Bonsang) | "The Man in Shinsadong" | Đoạt giải |
| 1988 | Giải thưởng lớn (Daesang)   | "The Man in Shinsadong" | Đoạt giải |
| 1989 | Giải thưởng chính (Bonsang) | "Unrequited Love"       | Đoạt giải |
| 1990 | Giải thưởng chính (Bonsang) | "Wait"                  | Đoạt giải |

### Giải thưởng khác
| Năm  | Giải                            | Thể loại                  | Đề cử cho                  | Kết quả   |
| ---- | ------------------------------- | ------------------------- | -------------------------- | --------- |
| 1987 | Giải thưởng Nghệ thuật Baeksang | Bài hát gốc hay nhất (TV) | "My Heart Is Like A Star"  | Đoạt giải |
| 1988 | Giải thưởng Âm nhạc KBS         | Bài hát hay nhất          | "The Man in Shinsadong"    | Đoạt giải |
| 2009 | Giải Âm nhạc châu Á Mnet        | Giải thưởng âm nhạc Trot  | "Jjarajajja" (với Seohyun) | Đề cử     |